# Senggoro
Senggoro is een bestuurslaag in het regentschap Bengkalis van de provincie Riau, Indonesië. Senggoro telt 6114 inwoners (volkstelling 2010).